# Zabijanie grajka
Zabijanie grajka – jeden ze zwyczajów ludowych występujących przed Wielkim Postem. Był on popularny szczególnie na Kujawach Zachodnich. Obrzęd ten symbolizował koniec karnawału i początek Wielkiego Postu. Gdy z wtorku na środę kończono karnawałową zabawę, do karczmy wchodził wiejski stróż, by głosem gwizdka lub biciem w bęben obwieścić nadejście postu. W Kieleckiem skrzypek zrywał wtedy wszystkie struny z instrumentu, a następnie klękał na środku izby. Nakładano mu na głowę czapkę, którą najstarszy z gospodarzy zrzucał kijem, co miało imitować ścięcie grajka, osoby w poście niepotrzebnej.
Na Kujawach rytuał polegał na wywiezieniu grajka z zabawy podkoziołkowej poza granicę wsi, gdzie rozbijano mu garnek z popiołem (pod nogami lub na głowie), a w pobliżu wypuszczano czarnego kota reprezentującego uchodzącą duszę „zabitego” grajka. Następnie rozpalano w tym miejscu ognisko. Na Mazowszu muzykanta owijano w słomę i grochowiny, a następnie wywożono z karczmy na przystrojonych taczkach poza teren wsi, często nad rzekę lub staw, gdzie wieszano lub palono wyobrażającą go słomianą kukłę. Symbolami grajka były także części męskiej garderoby, kapelusz oraz skrzypce wieszane na drzwiach karczmy.